# Kecskéstanya
Kecskéstanya románul: Cerbești, falu Romániában, Erdélyben, Kolozs megyében.

## Fekvése
Nagysebes közelében fekvő település.

## Története
Kecskéstanya (Cerbeşti) korábban Tarányos (Tranişu) része volt, majd Nagysebeshez (Valea Drăganului) került és onnan vált külön.
1966-ban 75, 1977-ben 61, 1992-ben 42, a 2002-es népszámláláskor 37 román lakosa volt.